# 茂木町立茂木中学校
茂木町立茂木中学校（もてぎちょうりつもてぎちゅうがっこう）は、栃木県芳賀郡茂木町に位置する公立中学校。

## 概要
校舎は2008年に建て替えられ、茂木町の樹木を使った樹木溢れる木の匂い漂う校舎。北校舎は生徒教室、第1理科室、第2理科室、教職員室校長室、4組教室、5組教室などが、南校舎には音楽室、音楽準備室、技術室、美術室、調理室、被服室、6組教室が備えられている。昇降口は1年生2年生と3年生で分かれている。北校舎2階と南校舎2階を繋ぐ渡り廊下は建物内に作られており、 3年トイレ、図書室、視聴覚室、進路学習室が設備されている。体育館はバスケットボールコート2面分、錬心舘という剣道場、同じ建物内に柔道場がある。校庭は野球部、サッカー部、テニス部などが使える広さがある。正門、南門、東門に分かれている。
部活動は女子卓球部は関東大会出場を、吹奏楽部東関東大会出場などの上位大会への出場多数、野球部は県大会ベスト3と県大会に多く出場。バレー部は県大会、関東大会の常連校とし、美術部は全校生徒の40%を占める。

## 沿革
- 1947年4月28日 - 茂木町立茂木中学校設立。茂木町立茂木小学校に併設
- 1955年4月 - 特殊学級設置
- 1957年3月 - 茂木町大字茂木72番地に新校舎建設敷地決定
- 1958年
  - 2月 - 新校舎第1期工事が着工
  - 10月 - 第1期工事が完成
  - 11月 - 第2期工事が着工
- 1959年10月 - 第2期工事完成 全員移転
- 1961年8月 - 校歌制定
- 1963年5月 - 講堂兼体育館完成
- 1968年11月 - 武道館完成
- 1984年4月 - 緑の少年団「さくら功労賞」受賞(日本さくらの会)
- 1990年4月 - 学校環境緑化コンクール学校林活動の部にて全国特選(農林水産大臣賞)受賞
- 1991年5月 - 全日本学校関係緑化ｺﾝｸｰﾙ協力者の部にて国土緑化推進機構理事長賞受賞
- 1992年4月 -  第3回「みどりの愛護」にて建設大臣賞受賞
- 1995年6月 -  優良学校表彰(県教委) 緑化推進運動功労者内閣総理大臣表彰
- 2006年7月 -  県学校林活動模範校中学校の部にて最優秀模範校受賞
- 2007年7月 -  校舎改築に伴う仮校舎への移転
- 2008年12月 -  新校舎落成
- 2009年
  - 5月 -  平成21年度栃木県植樹祭会場となる。日本木材青壮年団体連合会主催「木材活用コンクール」優秀賞
  - 6月 -  全日本建築技術協会より全建賞を受賞
  - 7月 -  木造利用推進中央協議会より林野庁官賞を受賞
- 2010年
  - 4月 - 茂木町立須藤中学校と統合。新生茂木中学校の開校式を実施
  - 7月 - 芳賀地区学校関係緑化コンクール優秀賞
  - 11月 - 栃木県マロニエ・景観賞　優秀賞
- 2011年
  - 6月 - 芳賀地区学校関係緑化コンクール最優秀賞
  - 7月 -栃木県学校関係緑化コンクール優良賞
- 2012年6月 - 全国「みどりの愛護」功労者　国土交通大臣表彰
- 2017年4月 - 茂木町立逆川中学校および茂木町立中川中学校を統合

## 通学区域
- 茂木町全域[3]

## 進学前小学校
- 茂木町立逆川小学校
- 茂木町立茂木小学校
- 茂木町立中川小学校
- 茂木町立須藤小学校